# Bif Naked
Beth Torbert, nota come Bif Naked (New Delhi, 15 giugno 1971), è una cantautrice canadese.

## Discografia

### Album in studio
- 1995 - Bif Naked
- 1998 - I Bificus
- 2001 - Purge
- 2005 - Superbeautifulmonster
- 2009 - The Promise

### EP e raccolte
- 1994 - Four Songs and a Poem
- 1997 - Okenspay Ordway: Things I Forgot to Tell Mommy
- 2000 - Another 5 Songs and a Poem
- 2003 - Essentially Naked
- 2012 - Bif Naked Forever: Acoustic Hits & Other Delights